# Trigny
Trigny är en kommun i departementet Marne i regionen Grand Est (tidigare regionen Champagne-Ardenne) i nordöstra Frankrike. Kommunen ligger i kantonen Fismes som tillhör arrondissementet Reims. År 2022 hade Trigny 613 invånare.

## Befolkningsutveckling
Antalet invånare i kommunen Trigny
| Referens: INSEE |